# Anodon
Anodon là một chi rêu trong họ Grimmiaceae.